# Capturar a bandeira
Captura à bandeira (também conhecido como Rouba bandeira ou Pique Bandeira) é um jogo tradicional, geralmente exercido por crianças ou às vezes por adultos.
Em alguns estados do Brasil o jogo recebe outros nomes, também sendo chamado de Bandeirinha, Pique-Bandeirinha, Pique-Bandeira, Bandeirinha Guerreou, Bandeirinha-Estourada, Rouba-Bandeira, Barra Bandeira e Pega Bandeira.

## Visão geral

### Local
O local pode ser em uma rua, em uma quadra, em um campo ou em qualquer outro lugar  que tenha espaço suficiente.

### Regras
No jogo, dois times, cada um possuindo uma bandeira (que também pode ser uma bola), tem como objetivo capturar a bandeira do time adversário, localizada na "base" desse time, e trazê-la de volta ao seu território em segurança. Os jogadores do time oposto podem ser "pegos" por jogadores no território deles; estes jogadores serão pegos (dependendo das regras da partida) ou congelados (incapazes de deixar o local onde foi pego até que um membro do seu time o toque para o salvar e assim voltar para o seu território e ganhar). Não é permitido arremessar a bandeira para outra pessoa do seu time da base do time oposto para o campo rente à base. 